# یواس‌اس پی‌سی-۱۱۳۸
یواس‌اس پی‌سی-۱۱۳۸ (به انگلیسی: USS PC-1138) یک زیردریایی بود که طول آن ۱۷۳ فوت ۸ اینچ (۵۲٫۹۳ متر) بود. این زیردریایی در سال ۱۹۴۳ ساخته شد.